# Нова Федеративна Держава Китай
Нова Федеративна Держава Китай (скор. НФДК; англ. New Federal State of China, NFSC; кит. трад. 新中國聯邦; спр. 新中国联邦) — правий та ультраправий політичний рух або лобістська група, створена Го Веньгуєм і Стівом Бенноном із заявленою метою повалення Комуністичної партії Китаю як китайського уряду. Організацію засновано 4 червня 2020 року в Нью-Йорку, США. Засновники нарекли її китайським «урядом у вигнанні».
Пов’язана група — Himalaya Supervisory Organisation — неурядова організація, що поширює інформацію та виступає як засіб зв’язку з «міжнародними спільнотами». 
Група працює в Австралії під назвою Himalaya Australia, у Новій Зеландії під Himalaya New Zealand і у Великобританії під назвою Himalaya UK. Вона брала участь у акціях протесту проти уряду Китаю, виступала проти арешту Стів Беннона в США та представиляла в той час протилежні погляди на походження та лікування вірусу COVID-19 в Австралії.

## Створення та організація
Група розвинулась із групи самопроголошених інформаторів, відомих як Bàoliào Gémìng (Рух інформаторів, англ. Whistleblower Movement; кит. спр. 爆料革命 , перейменова Бенноном і Го на Нову Федеративну Державу Китай (англ. New Federal State of China, NFSC). Присутність групи була посилена китайським впливовим агентом із США на YouTube на ім’я Люде, який, за словами колишнього інсайдера, є «пропагандистом № 1 для Го Венгуя».
Оголошення про заснування групи сповіщено літаючими прапорами над містами США, включно з Нью-Йорком, і святковою церемонією, на якій були присутні Го і Беннон. На зібранні Беннон підтвердив намір допомогти повалити КПК. 
Колишня китайська футбольна зірка Хао Хайдун брав участь у читанні «Декларації Нової Федеративної Держави Китай», як і його дружина, Є Чжаоїн . Іншим спонсором був американський менеджер хедж-фонду Кайл Басс. Оголошення про створення держави приурочили до 31-ї річниці різанини на площі Тяньаньмень 4 червня 1989, з метою, описаною як «повалення китайського уряду».
«Декларація Нової Федеративної Держави Китай» опублікована на вебсайті Guo G News 3 червня.
Гуо стверджує, що інвестував у рух 100 мільйонів доларів. Фінансування руху та його походження розслідуються ФБР. 
Беннон описав свою роль як "радника" групи. 
15 липня 2021 року The Daily Beast повідомило, що Беннон і Го керували фальшивим посольством на Східній 64-й вулиці в Нью-Йорку, відомому як консульство «Нової Федеративної Держави Китай» або «Посольство Гімалаїв», що є робочим центром для різних правих медіа та некомерційних організацій, які виробляють фальшиві теорії змови та був побудований в 2015 році для аргентинського мільярдера Едуардо Ернекяна. 
Речник міністерства закордонних справ КНР Ген Шуан у відповідь на запитання щодо коментарів про заяву заявив: «Я не маю жодного інтересу коментувати ці абсурдні заяви...». 
Директор відділу Азіатсько-Тихоокеанського регіону в організації First Draft News Енн Крюгер сказала, що підписники групи багато публікують «сумнівного матеріалу» в Інтернеті, і що «їхня головна тактика полягає в тому, щоб спробувати звернутися до людей, які можуть мати тиск на Комуністичну партію Китаю та просувати теорії змови». 
Уряд Східного Туркестану у вигнанні заявив, що народ Східного Туркестану «не бажають бути частиною Китаю чи «федерації», яка тримає Східний Туркестан, Маньчжурію, Південну Монголію та Тибет під владою та впливом Китаю» і звинуватив у сприянні китайському імперіалізму. 
Уряд Тибету у вигнанні також висловив невдоволення, критикуючи засновників за одностороннє включення Тибету до нової китайської держави без консультації з тибетськими вигнанцями, а також за використання зневажливих термінів, коли йдеться про Далай-ламу та інших тибетців у вигнанні.

## Присутність в інших країнах та онлайн
Група створила філії в кількох країнах, крім США, включаючи Канаду, Тайвань, Японію, Нову Зеландію та Австралію. 
В Австралії на сторінці Facebook від 10 червня 2020 року йдеться: «Для нас важливо знати та поширювати правду про глобальні новини, щоб звільнити китайський народ і людей у всьому світі. Дуже важливо знати причину того, що всі ми залишайтеся вдома, не навчаємось в школах і не працюємо в наших офісах через вірус Комуністичної партії Китаю — це гангстерська організація, яку потрібно видалити з цієї планети». 
Кажуть, що НФДК створила 26 «ферм» у 12 різних країнах світу. Вони стверджують, що ці організації надають «консультації, взаємодопомогу, фінансові та інвестиційні послуги», а також надають притулок і підтримку, коли КПК буде повалено. Вони організовані через програми для обміну повідомленнями в Інтернеті, зокрема Discord і WhatsApp. Сукупність усіх «ферм» називається «Himalaya Alliance». Критики стверджують, що ці ферми мають спеціальні канали в соціальних мережах, які вимагають пожертвувань, щоб отримати доступ і зібрати людей, щоб приєднатися як до онлайн-реклами, так і до фізичної активності та протестів. 

## Діяльність
Наприкінці липня 2020 року, під час примусового закриття китайського консульства в Х’юстоні урядом Сполучених Штатів, протестувальники, які критикували Китайську Народну Республіку, зібралися біля консульства з прапорами Нової Федеративної Держави Китай. 
У серпні 2020 року прихильники організації протестували проти арешту Беннона. 
Під час пандемії COVID-19 група пропагувала гідроксихлорохін як ефективний засіб лікування хвороби. Він розповсюдив листівки по всій Австралії за допомогою поштових скриньок.  Групу також звинуватили в поширенні в Канаді дезінформації про COVID-19 і проведенні протестів, звинувачуючи людей, пов’язаних з китайськими дисидентськими групами, у «шпигунстві».  Група також брала участь у кампаніях проти вакцинації та просуванні новітніх методів лікування, таких як івермектин. 
Група активно бере участь у поширенні інформації про угоди, в яких брав участь син обраного президента США Джо Байдена, Хантер Байден, як у Китаї, так і в Україні. Вони також стверджували, що мають відеодокази сексуального насильства, до якого він був причетний, і опублікували відео в Інтернеті, які переглянули десятки мільйонів разів, але ані джерело, ані зображення у відео не могли бути підтверджені як справжні. Інфлюенсер YouTube Люде був першим, хто згадав про відео наприкінці вересня 2020 року, опубліковані на його каналі з 200 000 підписників, і згодом ці історії широко поширювалися в ЗМІ Гуо, GTV Media Group і G News. 

## Дивіться також
- Сполучені Штати Китаю